# 타티야나 레돕스카야
타티야나 미하일로브나 레돕스카야(벨라루스어: Тацяна Міхайлаўна Ледаўская 타차나 미하일라우나 레다우스카야, 러시아어: Татья́на Миха́йловна Ледо́вская, 1966년 5월 21일 ~ )는 벨라루스의 육상 선수이다. 주 종목은 장애물 달리기와 단거리 달리기로 주로 국제 대회에는 400m 허들 종목에서 활동했다. 처음에는 소련 국가대표로 활동했고, 민스크에서 훈련하면서 소련 붕괴 후에는 벨라루스 국가대표로 활동했다. 
1988년 서울특별시에서 열린 1988년 하계 올림픽에 참가하여 400m 허들에서 은메달을 획득하였다. 1600m 계주에서도 개인전 금메달리스트 올가 브리즈기나, 개인전 동메달리스트 올가 나자로바, 마리야 피니기나와 함께 금메달을 획득하며 3분 15.17초의 세계 신기록을 세웠다.
이후 1991년 세계 육상 선수권 대회에서 400m 허들과 1600m 계주에서 우승했다. 소련 붕괴 후 1996년 하계 올림픽 등의 대회에는 벨라루스 국가대표로 참가하였다.